# Gonzalo Najar
Gonzalo Joaquín Najar (27 novembre 1993) è un ciclista su strada argentino, attualmente squalificato. Nel 2018 ha vinto la Vuelta a San Juan, corse che gli venne revocata a causa di positività al CERA. La pena inflitta è stata una squalifica di 4 anni, fino al 30 gennaio 2022. .

## Palmarès
- 2016 (Sindicato de Empleados Públicos de San Juan, due vittorie)

1ª tappa Vuelta a Mendoza
3ª tappa Doble Calingasta
- 2017 (Sindicato de Empleados Públicos de San Juan, una vittoria)

Campionati argentini, Prova in linea
- 2018 (Sindicato de Empleados Públicos de San Juan, quattro vittorie)

5ª tappa Vuelta a San Juan (San Martín > Alto Colorado)
Classifica generale Vuelta a San Juan
1ª tappa Vuelta a Mendoza (Luján > Manzano Viejo)
5ª tappa Vuelta a Mendoza (Mendoza, cronometro)

### Altri successi
- 2016 (Sindicato de Empleados Públicos de San Juan)

Prologo Giro del Sol San Juan (cronosquadre)